# KANON (プロレスラー)
KANON（カノン、1996年9月23日）は、日本の男性プロレスラー。石川県金沢市出身。DDTプロレスリング所属。血液型A型。

## 来歴
スポーツ歴は水泳、バレーボール、アメリカンフットボール。プロレスとの出会いは、テレビで見たDRAGONGATEの展開や肉体に魅力を感じ、以降、色々な団体を観戦するようになり、両国国技館で観戦から本気でプロレスラーを目指すようになる。
金沢市立額中学校出身。
TAKAみちのくとは名古屋で出会いスカウトされたことでプロフェッショナルレスリングJUST TAP OUTに入門。
2019年
- 7月8日、後楽園ホール大会、武蔵龍也戦でデビューした。

2021年
- 11月18日、KING OF JTOの武蔵龍也を下し三代目KINGとなる。

2022年
- 3月31日、JUST TAP OUTを退団[2]。

2022年
- 4月1日、DDTプロレスリング横浜ラジアントホール大会に事前に告知された参戦希望者Ｘとして来場、4月10日後楽園ホール大会からのDDT参戦が発表された[3]。
- 5月1日、DAMNATION T.A加入。
- 5月22日、後楽園ホール大会にてKO-D6人タッグ王座を獲得する[4]。（パートナーは佐々木大輔、MJポー）

2023年
- 9月9日、大田区総合体育館大会で火野裕士&大石真翔組に勝利し、KO-Dタッグ王座を獲得。（パートナーは藤田ミノル）

2024年
- 7月21日、両国国技館大会にて4wayマッチを制しKO-D6人タッグ王座を獲得。（パートナーは佐々木大輔、MJポー）

2025年
- 2月23日、佐々木大輔から「周りにヘラヘラ媚売ってる奴は要らない」という理由でDAMNATION T.Aを追放される[5]。
- 3月2日、ならはスカイアリーナ大会、追放後初の試合はDAMNATION T.AのTシャツを着て入場したが、すぐ脱ぎTシャツを投げ捨てた[6]。
- 3月20日、後楽園ホール大会にて佐々木大輔とケジメマッチで敗れる[7]。
- 4月6日、後楽園ホール大会にて佐々木大輔、岡谷英樹とのハンディキャップマッチで敗れる。試合後、MAOと電撃合体し新ユニットSTRANGE LOVE CONNECTIONを結成[8]。
- 5月1日付けでDDTプロレスリングへの入団を発表[9]。
- 5月21日、上野恩賜公園野外ステージ大会でRoad to KING OF DDT 2025 FINAL!!スペシャル4WAYマッチが行われ上野勇希、樋口和貞、岡谷英樹と対戦も岡谷に敗れる[10]。
- 5月25日、後楽園ホール大会で行われたKING OF DDT 2025 FINAL!!の準決勝で岡谷英樹から勝利、決勝戦で樋口和貞に敗れKING OF DDT 2025 準優勝[11]。

## 得意技
Kスパイク
バレーボールのスパイク風フォームで放つジャンピング・チョップ・スマッシュ。
コブラツイスト
Kスパイラル
相手の右腕を脇下に巻き込んで極めるコブラツイスト。首を押し下げる拷問式のバリエーションも存在。
メデューサ
相手の足を交差させた状態で極める変形のシットダウン式コブラツイスト。
コブラツイスト2.0
コブラクラッチの要領で相手の腕を頭に巻かせた上から両腕で締め上げる変形のシットダウン式コブラツイスト。
スリーピーホロウ
旋回式ブレーンバスター。一般的な旋回式ブレーンバスターとは逆回転で落とす。
ベトナムドライバーII
相手の背後から左腿を抱えて持ち上げてカナディアン・バックブリーカーの形に担ぎ、首元を軸にして相手の下半身を跳ね上げシットダウンしつつ顔面から落とす変形フェイス・バスター。佐々木大輔の同技を借用。
LONELY DEZIRES(ロンリー・デザイアーズ)
カナディアン・バックブリーカーから相手の体を外側に半回転させる形で押し上げつつシットダウンし、相手を顔面から落とす変形フェイス・バスター。

## タイトル歴
プロフェッショナルレスリングJUST TAP OUT
- 第3代KING of JTO

DDTプロレスリング
- KO-D6人タッグ王座
  - 第46代 、第56代（パートナーは佐々木大輔&MJポー）
- KO-Dタッグ王座
  - 第79代（パートナーは藤田ミノル）
  - 第81代（パートナーは佐々木大輔）

## 入場曲
- "Re:Beginning" / HK PROJECT
- BEGINNING / HK PROJECT
- KANON / HK PROJECT
- KANON(ヒールバージョン) / HK PROJECT